# Кивимяки, Георгий Андреевич
Георгий Андреевич Кивимяки (настоящая фамилия Риссанен; 21 ноября 1902, Юанкоски — 31 августа 1942, Горьковская область) — финский и советский писатель и журналист.
После начальной школы Кивимяки работал плотником и резчиком по камню. В 1923 году переехал в Советский Союз, где работал на столярном заводе в Петрозаводске, в каменоломнях района Сеесъярви и на заводе в Лохийоки. С 1933 по 1935 год он работал редактором Punainen Karjala, затем редактором районных газет и переводчиком в издательстве. С августа 1936 года работал на Петрозаводской лыжной фабрике и фабрике игрушек.
В начале 1930-х годов публиковал стихи, рассказы и описания в Пунакантеле и в сборниках. Первой работой автора стал отчет о финской военной жизни «Первое приветствие полевой жизни». В 1933 году отдельными книгами были изданы сборник стихов «Рисунки» и сборник стихов, посвященные карельскому лесному хозяйству.
Кивимяки был арестован 27 декабря 1937 года и приговорен к десяти годам заключения в лагере как шпион. Его отправили в лагерь для военнопленных Унжлаг в Горьковской области, где он умер через пять лет. В 1958 году посмертно реабилитирован.